# مادرون (نیومکزیکو)
مادرون (به انگلیسی: Madrone) یک منطقهٔ مسکونی در ایالات متحده آمریکا است که در شهرستان ولنسیا، نیومکزیکو واقع شده‌است. مادرون ۷۰۷ نفر جمعیت دارد و ۱٬۴۹۴٫۱۵ متر بالاتر از سطح دریا واقع شده‌است.